# La Voulte-sur-Rhône
La Voulte-sur-Rhône é uma comuna francesa na região administrativa de Auvérnia-Ródano-Alpes, no departamento de Ardèche. Estende-se por uma área de 9,7 km².